# Riekofen
Riekofen es un municipio situado en el distrito de Ratisbona, en el estado federado de Baviera (Alemania), con una población a finales de 2016 de unos 795 habitantes.
Se encuentra ubicado en el centro del estado, en la región de Alto Palatinado, cerca de la orilla del río Danubio y de la ciudad de Ratisbona.